# Бакунец, Иван Арсентьевич
Бакунец Иван Арсентьевич (20 января 1928, Тынное, Полесское воеводство — 24 июля 2014, Кривой Рог, Днепропетровская область) — советский строитель, бригадир монтажников. Герой Социалистического Труда (1971).

## Биография
Родился 20 января 1928 года в селе Тынное.
В 1948 году был направлен в Кривой Рог для восстановления народного хозяйства после Великой Отечественной войны. В этом же году, в Кривом Роге окончил СПТУ № 9. Начал работать в бригаде монтажников на доменной печи завода «Криворожсталь». В 1958 году возглавил бригаду монтажников Криворожского специализированного управления № 105 треста «Криворожстальконструкция» Министерства монтажных и специальных строительных работ УССР. 
Монтировал сложные конструкции на горно-обогатительных комбинатах, шахтах «Южная», «Октябрьская», «Саксагань», «Центральная». В 1971 году строил завод в Житомире. В 1973 году отличился при монтаже цехов КамАЗа, где организовал комплексную бригаду и достиг рекордных результатов. В период своей трудовой деятельности работал почти во всех цехах металлургического комбината «Криворожсталь», строил доменные печи со второй и до знаменитой ДП-9. 
Будучи учеником и последователем заслуженного строителя УССР Матвиенко А. П., Иван Арсентьевич всегда стремился выполнить свою работу качественно и своевременно. Задачи пятилеток выполнял досрочно. Новатор производства.
Всю трудовую жизнь связал с трестом «Криворожстальконструкция», где трудился до выхода на заслуженный отдых.
Иван Арсентьевич Бакунец умер 24 июля 2014 года в Кривом Роге.

## Награды
- 26.07.1966 — Орден «Знак Почёта»;
- 07.05.1971 — Герой Социалистического Труда — за выдающиеся производственные успехи, достигнутые в выполнении заданий пятилетнего плана по капитальному строительству, с вручением ордена Ленина и золотой медали «Серп и Молот» (№ 15097);
- 07.05.1971 — Орден Ленина (№ 409328);
- Почётная грамота Президиума Верховного Совета УССР;
- Серебряная медаль ВДНХ;
- Знак «За заслуги перед городом» (Кривой Рог) II степени;
- Юбилейная медаль «20 лет независимости Украины» (19 августа 2011)[1].

## Память
- Ивану Бакунцу посвящена книга Г. Сердюченко «Мастер стального узора».
- Имя на Стеле Героев в Кривом Роге.
- Гипсовый бюст работы 1974 года скульптора Александра Васякина[2].